# John Jairo Murillo
John Jairo Murillo (Turbo, 30 de julio de 1950-Cartagena, 10 de noviembre de 2009) fue un cantante colombiano de música tropical como la cumbia y salsa. Conocido en el mundo artístico como Jhon Jairo.

## Trayectoria
Nacido en el municipio de Turbo (en el departamento de Antioquia) y educado en la ciudad de Cartagena. Participó como voz principal en orquesta de reconocimiento internacional tales como The Latin Brothers, Fruko y sus Tesos, y la Sonora Dinamita.
Tras su salida de la Sonora Dinamita formó su propia agrupación llamada La Sonora Gigante de Colombia, en la que actuaba como vocalista principal.

## Cantautor
Además de cantante, John Jairo escribió un gran número de canciones entre las que se cuentan:
- Sábado por la tarde
- Me llaman el sorullo

## Últimos años
John Jairo muere el 10 de noviembre de 2009, en Cartagena, Colombia, a causa de un ataque al corazón.

## Discografía
- El son del tren - en dúo con Wilson Saoko (1980)
- Dale al bombo
- Báilame como quieras.
- Naciste para mi. - Fruko y sus Tesos (1983)
- Félix Cumbe (F. Villalona - F. Cruz) (1983)
- Soy tu Dueño (Rosendo Romero) (1983)
- Terrambe (The Latin Brothers)
- El Sorullo -(La Sonora Gigante)
- Para el mundo - (La Sonora Gigante)
- La Original - (La Sonora Gigante)